# 184-я стрелковая дивизия (3-го формирования)
184-я стрелковая дивизия (184 сд) — воинское формирование (соединение, стрелковая дивизия) РККА в Великой Отечественной войне.
Дивизия участвовала в боевых действиях:
- 02.07.1942-15.09.1942
- 29.12.1942-23.07.1943
- 10.08.1943-19.04.1945
- 09.08.1945-03.09.1945

Сокращённое наименование — 184 сд (после войны в/ч 11632).

## История
184-я стрелковая дивизия третьего формирования начала формироваться составе 7-й резервной армии на основании приказа Народного Комиссара Обороны СССР от 23 февраля 1942 года в Сталинградском военном округе. Место формирования — в районе села Малые Чапурники Светлоярского района Волгоградской области
Бои в излучине Дона
14 июля 1942 года дивизия выступила на фронт. В конце июля она в составе 62-й армии Сталинградского фронта заняла оборонительную полосу в районе населенного пункта Верхняя Будёновка Сталинградской области. Противник, перейдя в наступление, прорвал оборону дивизии, её части оказались в тяжелом положении. Обойденные с севера, запада и северо-востока, оторванные от управления дивизии и её тылов, они продолжали вести тяжелые оборонительные бои. 1 августа части дивизии сумели прорвать кольцо окружения и уйти на восточный берег Дона . Всего за летний период оборонительных боев дивизия уничтожила свыше 5 тыс. солдат и офицеров противника, вывела из строя 53 вражеских танка.
Переформирование
С 15 сентября дивизия была передислоцирована в Пензенскую область на пополнение и находилась в резерве Ставки ВГК. 
Воронежский фронт
24 декабря она была переброшена на Воронежский фронт. С 7 января 1943 года в составе 3-й танковой армии части дивизии участвовали в Острогожско-Россошанской наступательной операции. 
Третья битва за Харьков
С начала февраля 1943 года дивизия принимала участие в Харьковских наступательной и оборонительной операциях. В марте 1943 года в ходе Харьковской оборонительной операции 184-я стрелковая дивизия попала в окружение и была разбита, а её командир полковник С. Т. Койда попал в плен.
По состоянию на 17 марта 1943 года из окружения вышло всего около 150 человек личного состава дивизии, они были отведены на 15-30 км от переднего края для восстановления и доукомплектования. Архивы дивизии за 1943 год, видимо, погибли, поэтому все не вышедшие из окружения числятся пропавшими без вести в 1942 году. В мае — июне 1943 года дивизия в составе 40-й армии Воронежского фронта находилась в обороне севернее города Белгорода по реке Северский Донец.
В ходе Курской битвы (с 2 по 25 июля 1943 года) дивизия в составе 40-й, затем 6-й гвардейской армий Воронежского фронта вела наступательные бои на белгородском направлении. С 23 июля дивизия была выведена в резерв ВГК в Тульскую обл., затем с 5 августа — на ст. Оленино Калининской обл. После пополнения она входила в 20-ю, а с 1 сентября — 39-ю армии Калининского фронта. В составе последней в сентябре — октябре 1943 года принимала участие в Духовщино-Демидовской наступательной операции, с выходом в район южнее Витебска перешла к обороне, где в составе 5-й армии Западного фронта до лета 1944 г. прочно удерживала рубеж ст. Выдрея — Крынки — оз. Шолохове — К. Речкин. За отличия в боях по освобождению города Духовщина ей было присвоено наименование «Духовщинская» (19.09.1943).
26 сентября 1943 года дивизия была выведена из состава 2-го гвардейского стрелкового корпуса и приказом командующего Калининским фронтом включена в состав 84-го стрелкового корпуса 39-й армии. Продолжая преследовать противника, части дивизии форсировали реку Клец и вышли в район деревень Мамошки , Прудники, Рябики Смоленского района Смоленской области. На этом рубеже гитлеровцы создали прочную оборону с железобетонными, деревоземляными огневыми точками и траншеями полного профиля. Они предпринимали неоднократные контратаки пехоты с танками при поддержке авиации и шквальных артиллерийских налетов, но успеха не имели. Дивизия прочно закрепилась на достигнутом рубеже. С 14 по 30 сентября дивизия в условиях бездорожья прошла с боями более 150 км и освободила 130 населенных пунктов. В полосе наступления дивизии враг понес большие потери. 20 октября 1943 года на основании приказа Ставки ВГК от 16 октября 1943 года Калининский фронт был переименован в 1-й Прибалтийский фронт, в который дивизия была включена в составе 39-й армии. С 1 по 21 ноября 1943 года войска фронта вели наступление на витебско-полоцком направлении. При поддержке 2-го Прибалтийского фронта удалось вклиниться в оборону немцев на глубину 45-55 км и глубоко охватить городокскую и витебскую группировки немецких войск. С 25 декабря 1943 года по 17 января 1944 года части дивизии стойко держали оборону, отражая многочисленные атаки противника, в районе сел Островище, Тюхово Лиозненского района Витебской области. В январе 1944 года дивизия в составе 45-го стрелкового корпуса была передана в 5-ю армию Западного фронта. 21 — 24 марта 1944 года она вела бои местного значения в районе деревни Старина Высочанского (ныне Лиозненского) района Витебской области.
С конца июня 1944 года дивизия принимает участие в Белорусской, Витебско-Оршанской, Минской, Вильнюсской, Каунасской и Гумбинненской наступательных операциях. Её части прорвали оборону противника под Витебском, затем участвовали в окружении и уничтожении витебской группировки противника, в ожесточенных боях на реке Вилия южнее города Вильно и форсировании реки Неман северо-западнее г. Вилкавишкис. За форсировании реки Неман и бои по удержанию и расширению захваченного плацдарма дивизия была награждена орденом Красного Знамени (12.8.1944).
16 октября она в составе 5-й армии 3-го Белорусского фронта форсировала р. Шешупе и с юга овладела городом Кудиркос-Науместис, а на следующий день — первым немецким городом Ширвиндт. Командир дивизии генерал-майор Б. Б. Городовиков за выход первым к государственной границе СССР с Восточной Пруссией был удостоен звания Героя Советского Союза. В ходе боев в Каунасской наступательной операции частями дивизии были разбиты 4-й пехотный полк, 1965 противотанковый дивизион, 6-я танковая дивизия и танковый полк Вермахта. Противнику был нанесен значительный ущерб. Успешные наступательные бои, проведенные дивизией в период 16 — 23 октября 1944 года, поставили её в передовые ряды корпуса, по её действиям равнялись другие соединения и части.
В составе 45-го стрелкового Неманского корпуса 5-й армии 3-го Белорусского фронта дивизия принимала участие в Инстербургско-Кёнигсбергской наступательной операции (13 — 27 января 1945 года) — (составная часть Восточно-Прусской стратегической операции), проводившейся с целью разгрома тильзитско-инстербургской группировки немецко-фашистских войск. В ходе боёв 19-22 января инстерсбургская группировка противника была окружена. В ночь на 22 января 1945 года начался штурм Инстербурга. К утру город был взят. К 27 января 1945 года дивизия подошла к внешнему оборонительному обводу Кёнигсберга с юго-востока.
С 9 февраля по 29 марта 1945 года дивизия принимала участие в Хайльсбергской операции 3-го Белорусского фронта, которая отличалась крайне ожесточенным характером, в результате которой противник был уничтожен южнее Кенигсберга. 9 февраля дивизия в кровопролитном бою взяла городок Кройцбург (ныне поселок Славское Багратионовского района Калининградской области), понеся большие потери. Ослабленные тяжелыми боями, войска фронта 11 февраля возобновили наступление, которое шло медленно. За сутки удавалось продвинуться не более чем на 2 км. К 28 февраля дивизия вышла в район, расположенный в 10 километрах западнее — на новый сильно укрепленный рубеж немецкой обороны по «берлинской» автомагистрали. В ночь с 28 февраля на 1 марта 1945 год только что подошедший к новым позициям 262-й стрелковый Неманский полк дивизии, наряду с полками некоторых других дивизий, на километровом участке был введен в бой за автомагистраль. К утру подразделения пробились через неё и по грязи, в дождь, при сплошной облачности, продвинулись по полю на 300 метров, где, встретив сильный огонь противника, были вынуждены закрепиться в отбитых у немцев траншеях и провести, отбивая контратаки, весь день. В следующую ночь пробились ещё на 400 метров и к утру 2 марта 1945 года в гранатном бою овладели населенным пунктом Конрадсвальде (ныне не существует в Багратионовском районе Калининградской области). В то же утро отразили немецкую контратаку силою 80 человек пехоты при поддержке 10 самоходных артиллерийских установок. Две недели проходила здесь линия фронта. Обескровленные в предшествующих боях, советские части не имели больше возможности наступать. В некоторых стрелковых полках оставалось до 40 человек, и их приходилось отводить в тыл на доукомплектование. 13 марта 1945 года части дивизии в составе 5-й армии перешли в наступление и к концу месяца полностью ликвидировали Хайльсбергскую группировку врага. 17 марта 1945 года части дивизии перерезали шоссейную дорогу Кенигсберг — Эльбинг в районе населенного пункта Грюнвизе (ныне не существует северо-восточнее поселка Ильичевка Багратионовского район). 20 марта 1945 года части дивизии вели боевые действия в районе населенного пункта Весстинен (ныне поселок Кунцево Багратионовского района Калининградской области). Заняв населенные пункты Больбиттен, Мюкюнен (ныне поселок Московское), Партайнен в нынешнем Багратионовском районе Калининградской области. 28 марта 1945 года дивизия вышла к заливу Фришес Хафф (ныне Калининградский залив Балтийского моря) в районе замка Бальга и господского двора Рензеут и (ныне поселок Веселое в Багратионовском районе Калининградской области), где завершала разгром гитлеровцев юго-западнее Кенигсберга.
С 6 по 16 апреля 1945 года 184-я стрелковая Духовщинская Краснознаменная дивизия в составе 45-го стрелкового Неманского корпуса 5-й армии 3-го Белорусского фронта принимала участие в Кёнигсбергской операции по захвату города-крепости Кёнигсберг и ликвидации окруженной группировки противника северо-западнее города Кёнигсберг.
Во второй половине апреля 1945 года дивизия в составе 45-го стрелкового Неманского корпуса 5-й армии была выведена в Резерв ставки ВГК и в мае 1945 года была переброшена на Дальний Восток, где вошла в Приморскую группу войск.
В ходе Советско-японской войны 1945 года дивизия в составе 5-й армии 1-го Дальневосточного фронта участвовала в Харбино-Гиринской наступательной операции. За образцовое выполнение заданий командования в боях против японских войск на Дальнем Востоке при форсировании реки Уссури, прорыве Хутоуского, Мишаньского, Пограничненского и Дуннинского УРов, овладении городами Мишань, Гирин, Яньцзи, Харбин и проявленные при этом доблесть и мужество дивизия была награждена орденом Кутузова 2-й ст. (19.9.1945).
После войны дивизия оставалась на Дальнем Востоке, входила в состав Приморского военного округа. В августе 1946 года она была преобразована в 18-ю пулемётно-артиллерийскую дивизию (1-го формирования).

## Полное название
184-я Духовщинская Краснознаменная орденов Суворова и Кутузова стрелковая дивизия

## Состав и награды
- 262-й стрелковый Неманский ордена Александра Невского полк

 (19 сентября 1945 года- за форсирование реки Уссури, прорыв Хутоуского, Мишаньского, Пограничненского и Дуннинского укрепленных районов японцев и овладение городами Мишань, Гирин, Яньцзи, Харбин.)
- 294-й стрелковый Краснознаменный ордена Кутузова полк

 (12 августа 1944 года- за прорыв обороны немцев на реке Неман)
 (19 сентября 1945 года- за форсирование реки Уссури, прорыв Хутоуского, Мишаньского, Пограничненского и Дуннинского укрепленных районов японцев и овладение городами Мишань, Гирин, Яньцзи, Харбин.)
- 297-й стрелковый Краснознаменный ордена Кутузова полк

 (19 сентября 1945 года- за форсирование реки Уссури, прорыв Хутоуского, Мишаньского, Пограничненского и Дуннинского укрепленных районов японцев и овладение городами Мишань, Гирин, Яньцзи, Харбин.)
 (26 апреля 1945 года- за разгром окруженной восточно-прусской группы немецких войск юго-западнее Кенигсберга)
- 616-й артиллерийский ордена Кутузова полк

 (19 сентября 1945 года- за форсирование реки Уссури, прорыв Хутоуского, Мишаньского, Пограничненского и Дуннинского укрепленных районов японцев и овладение городами Мишань, Гирин, Яньцзи, Харбин.)
- 415-й отдельный истребительно-противотанковый дивизион
- 499-й отдельный самоходно-артиллерийский дивизион (с 09.08.1945)
- 216-й отдельный пулемётный батальон
- 303-й отдельный сапёрный батальон
- 322-й отдельный батальон связи (314-й отдельный батальон связи, 150-я отдельная рота связи)
- 92-я разведывательная рота
- 253-й медико-санитарный батальон (263)
- 170-я отдельная рота химзащиты
- 537-я автотранспортная рота
- 366-я полевая хлебопекарня
- 998-й дивизионный ветеринарный лазарет
- 1972-я полевая почтовая станция (в/ч п.п. 14302)
- 1145-я полевая касса Госбанка

## Подчинение
| Дата            | Фронт                        | Армия               | Корпус                 | Примечания |
| --------------- | ---------------------------- | ------------------- | ---------------------- | ---------- |
| 01.04.1942 года | Сталинградский военный округ |                     |                        | -          |
| 01.05.1942 года | Сталинградский военный округ |                     |                        | -          |
| 01.06.1942 года | Резерв ставки ВГК            | 6-я резервная армия |                        | -          |
| 01.07.1942 года | Резерв ставки ВГК            | 7-я резервная армия |                        | -          |
| 01.08.1942 года | Сталинградский фронт         | 62-я армия          |                        | -          |
| 01.09.1942 года | Сталинградский фронт         |                     |                        | -          |
| 01.10.1942 года | Приволжский военный округ    |                     |                        | -          |
| 01.11.1942 года | Приволжский военный округ    |                     |                        | -          |
| 01.12.1942 года | Приволжский военный округ    |                     |                        | -          |
| 01.01.1943 года | Воронежский фронт            | 3-я танковая армия  |                        | -          |
| 01.02.1943 года | Воронежский фронт            | 3-я танковая армия  |                        | -          |
| 01.03.1943 года | Юго-Западный фронт           | 3-я танковая армия  |                        |            |
| 01.04.1943 года | Воронежский фронт            |                     |                        |            |
| 01.05.1943 года | Воронежский фронт            | 40-я армия          |                        |            |
| 01.06.1943 года | Воронежский фронт            | 40-я армия          |                        |            |
| 01.07.1943 года | Воронежский фронт            | 40-я армия          | -                      | -          |
| 01.08.1943 года | Резерв ставки ВГК            | 20-я армия          | -                      | -          |
| 01.09.1943 года | Калининский фронт            | 39-я армия          |                        | -          |
| 01.10.1943 года | Калининский фронт            | 39-я армия          | 84-й стрелковый корпус | -          |
| 01.11.1943 года | 1-й Прибалтийский фронт      | 39-я армия          |                        | -          |
| 01.12.1943 года | 1-й Прибалтийский фронт      | 39-я армия          |                        | -          |
| 01.01.1944 года | Западный фронт               | 33-я армия          | 45-й стрелковый корпус | -          |
| 01.02.1944 года | Западный фронт               | 5-я армия           | 45-й стрелковый корпус | -          |
| 01.03.1944 года | Западный фронт               | 5-я армия           | 45-й стрелковый корпус | -          |
| 01.04.1944 года | Западный фронт               | 5-я армия           | 72-й стрелковый корпус | -          |
| 01.05.1944 года | 3-й Белорусский фронт        | 5-я армия           | 45-й стрелковый корпус | -          |
| 01.06.1944 года | 3-й Белорусский фронт        | 5-я армия           | 45-й стрелковый корпус | -          |
| 01.07.1944 года | 3-й Белорусский фронт        | 5-я армия           | 45-й стрелковый корпус | -          |
| 01.08.1944 года | 3-й Белорусский фронт        | 5-я армия           | 45-й стрелковый корпус | -          |
| 01.09.1944 года | 3-й Белорусский фронт        | 5-я армия           | 45-й стрелковый корпус | -          |
| 01.10.1944 года | 3-й Белорусский фронт        | 5-я армия           | 45-й стрелковый корпус | -          |
| 01.11.1944 года | 3-й Белорусский фронт        | 5-я армия           | 45-й стрелковый корпус | -          |
| 01.12.1944 года | 3-й Белорусский фронт        | 5-я армия           | 45-й стрелковый корпус | -          |
| 01.01.1945 года | 3-й Белорусский фронт        | 5-я армия           | 45-й стрелковый корпус | -          |
| 01.02.1945 года | 3-й Белорусский фронт        | 5-я армия           | 45-й стрелковый корпус | -          |
| 01.03.1945 года | 3-й Белорусский фронт        | 5-я армия           | 45-й стрелковый корпус |            |
| 01.04.1945 года | 3-й Белорусский фронт        | 5-я армия           | 45-й стрелковый корпус |            |
| 01.05.1945 года | Резерв ставки ВГК            | 5-я армия           | 45-й стрелковый корпус |            |
| 01.06.1945 года | Приморская группа войск      | 5-я армия           | 45-й стрелковый корпус | -          |
| 01.07.1945 года | Приморская группа войск      | 5-я армия           | 45-й стрелковый корпус | -          |
| 09.08.1945 года | 1-й Дальневосточный фронт    | 5-я армия           | 45-й стрелковый корпус | -          |
| 01.09.1945 года | 1-й Дальневосточный фронт    | 5-я армия           | 45-й стрелковый корпус | -          |

## Командование

### Командиры
- Койда, Самуил Трофимович (15.03.1942 — 18.01.1943), полковник
- Галуза, Павел Яковлевич (23.01.1943 — 10.02.1943), майор. Погиб 10 февраля 1943 года в бою на южной окраине Харькова.
- Койда, Самуил Трофимович (11.02.1943 — 01.03.1943), полковник. В результате окружения попал в плен.
- Хотеев, Степан Павлович (18.03.1943 — 23.05.1943), полковник
- Цукарев, Самуил Ильич (24.05.1943 — 12.12.1943), полковник
- Белов, Александр Сергеевич (13.12.1943 — 01.06.1944), подполковник полковник
- Городовиков, Басан Бадьминович (10.06.1944 — 11.12.1944), генерал-майор
- Майский, Иван Матвеевич (12.12.1944 — 15.01.1945), полковник
- Максутов, Рахим-Сагиб Гареевич (17.01.1945 — 18.02.1945), генерал-майор
- Городовиков, Басан Бадьминович (19.02.1945 — 08.07.1945), генерал-майор
- Макарьев, Александр Константинович (09.07.1945 — 02.08.1945), генерал -майор;
- Андрусенко, Корней Михайлович (03.08.1945 — 06.02.1946), полковник
- Внуков, Иван Иванович (07.02.1946 — ??.08.1946), генерал-майор

### Заместители командира
- Белов, Александр Сергеевич (02.07.1943 — 13.12.1943), подполковник
- Ефимов Андрей Александрович, полковник

### Начальники штаба
- Исаковский Василий Васильевич, подполковник, полковник

## Награды и наименования
| Награда (наименование)               | Дата                                                          | За что награждена |
| ------------------------------------ | ------------------------------------------------------------- | --- |
| Почётное наименование «Духовщинская» | Приказ Верховного Главнокомандующего от 19 сентября 1943 года | За отличия в боях по освобождению города Духовщина |
| орден Красного Знамени               | 12 августа 1944                                               | За образцовое выполнение заданий командования в боях с немецкими захватчиками, за прорыв обороны немцев на реке Неман и проявленные при этом доблесть и мужество |
| Орден Суворова II степени            | 26 апреля 1945 года                                           | награждена указом Президиума Верховного Совета СССР от 26 апреля 1945 года за образцовое выполнение заданий командования в боях с немецкими захватчиками при разгроме группы немецких войск юго-западнее Кёнигсберга и проявленные при этом доблесть и мужество.                                       |
| Орден Кутузова II степени            | 19 сентября 1945                                              | За образцовое выполнение заданий командования в боях против японских войск на Дальнем Востоке при форсировании реки Уссури, прорыве Хутоуского, Мишаньского, Пограничненского и Дуннинского укрепленных районов, овладении городами Мишань, Яньцзи, Харбин, и проявленные при этом доблесть и мужество |

Личному составу 184-й стрелковой Духовщинской Краснознамённой орденов Суворова и Кутузова дивизии было объявлено шесть благодарностей в приказах Верховного Главнокомандующего:
- За овладение штурмом важнейшим опорным пунктом обороны немцев на путях к Смоленску — городом Духовщина. 19 сентября 1943 года. № 17.
- За освобождение столицы Литовской Советской Республики города Вильнюс от фашистских захватчиков. 13 июля 1944 года № 136.
- За овладение штурмом городом и крепостью Каунас (Ковно) — оперативно важным узлом коммуникаций и мощным опорным пунктом обороны немцев, прикрывающим подступы к границам Восточной Пруссии. 1 августа 1944 года № 161.
- За овладение мощными опорными пунктами обороны противника — Ширвиндт, Кудиркос-Науместис (Владиславов), Виллюнен, Вирбалис (Вержболово), Кибартай (Кибарты), Эйдткунен, Шталлупенен, Миллюнен, Вальтеркемен, Пиллюпенен, Виштынец, Мелькемен, Роминтен, Гросс Роминтен, Вижайны, Шитткемен, Пшеросьль, Гольдап, Филипув, Сувалки на территории Восточной Пруссии. 23 октября 1944 года № 203.
- За завершение ликвидации окружённой восточно-прусской группы немецких войск юго-западнее Кёнигсберга. 29 марта 1945 года. № 317.
- За форсирование реки Уссури, прорыв Хутоуского, Мишаньского, Пограничненского и Дуннинского укрепленных районов японцев и овладение городами Мишань, Гирин, Яньцзи, Харбин. 23 августа 1945 года. № 372.

## Отличившиеся воины дивизии
| Награда | Ф. И. О.                           | Должность                                                                  | Звание                    | Дата награждения                 | Примечания |
| ------- | ---------------------------------- | -------------------------------------------------------------------------- | ------------------------- | -------------------------------- | ---------- |
|         | Воиншин, Ефим Андреевич            | командир орудия 616-го артиллерийского полка                               | Старший сержант           | 24.03.1945                       |            |
|         | Городовиков, Басан Бадьминович     | командир дивизии                                                           | Генерал-майор             | 19.04.1945                       |            |
|         | Губкин, Георгий Никитович          | командир 2-го батальона 297-го стрелкового полка                           | Капитан                   | 24.03.1945                       |            |
|         | Дмитриев, Филипп Дмитриевич        | командир огневого взвода 616-го артиллерийского полка                      | Лейтенант                 | 24.03.1945                       |            |
|         | Дудкин, Александр Григорьевич      | командир роты 262-го стрелкового полка                                     | Старший лейтенант ВС СССР | 24.03.1945                       |            |
|         | Евдокимов, Владимир Тимофеевич     | командир роты 294-го стрелкового полка                                     | Старший лейтенант ВС СССР | 24.03.1945                       |            |
|         | Зайцев, Василий Петрович           | командир роты 297-го стрелкового полка                                     | Старший лейтенант ВС СССР | 24.03.1945                       |            |
|         | Кольчак, Николай Николаевич        | командир 294-го стрелкового полка                                          | Полковник                 | 24.03.1945                       |            |
|         | Костин, Фёдор Алексеевич           | заместитель командира батальона по политчасти 297-го стрелкового полка     | Младший лейтенант         | 24.03.1945                       |            |
|         | Мазикин, Егор Иванович             | командир роты 294-го стрелкового полка                                     | Капитан                   | 24.03.1945                       |            |
|         | Нездолий, Кузьма Павлович          | комсорг батальона 294-го стрелкового полка                                 | Младший лейтенант         | 24.03.1945                       |            |
|         | Тхоржевский, Александр Иванович    | стрелок 294-го стрелкового полка                                           | Красноармеец              | 24.03.1945                       |            |
|         | Философов, Александр Александрович | командир взвода противотанковых ружей 294-го стрелкового полка             | Лейтенант                 | 24.03.1945                       |            |
|         | Яковенко, Василий Гордеевич        | командир артиллерийской батареи 262-го стрелкового полка                   | Лейтенант                 | 09.02.1944                       |            |
|         | Яковлев, Тимофей Алексеевич        | наводчик орудия 415-го отдельного истребительно-противотанкового дивизиона | Младший сержант           | 24.03.1945                       |            |
|         | Глухов, Иван Степанович            | разведчик 92-й отдельной разведроты                                        | Старший сержант           | 09.04.1944 21.08.1944 24.03.1945 |            |
|         | Дерябин, Степан Александрович      | командир отделения противотанковых ружей 262-го стрелкового полка          |                           | 11.08.1944 08.01.1945 19.04.1945 |            |
|         | Сурсин, Николай Григорьевич        | разведчик взвода пешей разведки 294-го стрелкового полка.                  | Красноармеец              | 15.04.1944 04.11.1944 15.05.1946 |            |
|         | Эпов, Пётр Георгиевич              | наводчик 76-миллиметровой пушки 262-го стрелкового полка                   | Ефрейтор                  | 09.08.1944 08.01.1945 19.04.1945 |            |

## В дивизии служили
- Минченков, Михей Митрофанович.
- Шанина, Роза Егоровна
- Мазин, Эмилий Александрович — советский и российский педагог, Заслуженный учитель школы РСФСР.                      * Ст.Лейтенант, Малащенко Григорий Емельянович

### Комментарии
1. ↑  В 1944 г. добровольно присоединился к Власовскому движению. В ноябре недолго являлся начальником офицерских курсов при 1-й пехотной дивизии ВС КОНР. С декабря — командир запасной бригады ВС КОНР. В апреле 1945 г. вместе с семитысячной бригадой присоединился к Южной группе ВС КОНР генерал-майора ВС КОНР Ф.И. Трухина и совершил с ней марш в Чехию. 8 мая в районе Каплице — Крумау перевел запасную бригаду ВС КОНР в полосу дислокации 26-й пехотной дивизии 3-й американской армии[2]

### Сноски
1. 1 2 3  Коллектив авторов. Великая Отечественная: Комдивы. Военный биографический словарь. Командиры стрелковых, горнострелковых дивизий, крымских, полярных, петрозаводских дивизий, дивизий ребольского направления, истребительных дивизий. (Ибянский — Печененко). — М.: Кучково поле, 2015. — Т. 4. — С. 296. — 330 экз. — ISBN 978-5-9950-0602-2.
2. ↑  [К.М. Александров  «Офицерский корпус Армии генерал-лейтенанта А.А.Власова 1944-1945»]
3. ↑  Евдокимов В. Т. Боевые действия 184-й стрелковой дивизии в Духовщинско-Демидовской операции. // Военно-исторический журнал. — 1986. — № 7. — С.54-58.
4. ↑  Великая Отечественная. Комдивы : военный биографический словарь / [Д. А. Цапаев и др. ; под общ. ред. В. П. Горемыкина] ; М-во обороны Российской Федерации, Гл. упр. кадров, Гл. упр. по работе с личным составом, Ин-т военной истории Военной акад. Генерального штаба, Центральный архив. — М. : Кучково поле, 2014. — Т. III. Командиры стрелковых, горнострелковых дивизий, крымских, полярных, петрозаводских дивизий, дивизий ребольского направления, истребительных дивизий (Абакумов — Зюванов). — С. 232. — 1102 с. — 1000 экз. — ISBN 978-5-9950-0382-3.
5. ↑  Острейко Г. А. У границ Восточной Пруссии (184-я стрелковая дивизия в Каунасской операции). // Военно-исторический журнал. — 1987. — № 8. — С.52-55.
6. 1 2 3  Управление делами Министерства обороны СССР. Часть II. 1945 - 1966 годы // Сборник приказов РВСР, РВС СССР, НКО и Указов Президиума Верховного Совета СССР о награждении орденами СССР частей, соединений и учреждений Вооруженных Сил СССР. — М., 1967. — С. 424. — 459 с.
7. ↑  Управление делами Министерства обороны СССР. Часть I. 1920 - 1944 годы // Сборник приказов РВСР, РВС СССР, НКО и Указов Президиума Верховного Совета СССР о награждении орденами СССР частей, соединений и учреждений Вооруженных Сил СССР. — М., 1967. — С. 460. — 601 с.
8. ↑  Управление делами Министерства обороны СССР. Часть II. 1945 - 1966 годы // Сборник приказов РВСР, РВС СССР, НКО и Указов Президиума Верховного Совета СССР о награждении орденами СССР частей, соединений и учреждений Вооруженных Сил СССР. — М., 1967. — С. 421. — 459 с.
9. ↑  Управление делами Министерства обороны СССР. Часть II. 1945 - 1966 годы // Сборник приказов РВСР, РВС СССР, НКО и Указов Президиума Верховного Совета СССР о награждении орденами СССР частей, соединений и учреждений Вооруженных Сил СССР. — М., 1967. — С. 117. — 459 с.
10. 1 2  Управление делами Министерства обороны СССР. Часть I. 1920 - 1944 годы // Сборник приказов РВСР, РВС СССР, НКО и Указов Президиума Верховного Совета СССР о награждении орденами СССР частей, соединений и учреждений Вооруженных Сил СССР. — М., 1967. — С. 459. — 601 с.
11. 1 2  Управление делами Министерства обороны СССР. Часть II. 1945 - 1966 годы // Сборник приказов РВСР, РВС СССР, НКО и Указов Президиума Верховного Совета СССР о награждении орденами СССР частей, соединений и учреждений Вооружённых Сил СССР. — М., 1967. — С. 116. — 459 с.
12. 1 2  Управление делами Министерства обороны СССР. Часть II. 1945 - 1966 годы // Сборник приказов РВСР, РВС СССР, НКО и Указов Президиума Верховного Совета СССР о награждении орденами СССР частей, соединений и учреждений Вооруженных Сил СССР. — М., 1967. — С. 423. — 459 с.
13. ↑  Приказы Верховного Главнокомандующего в период Великой Отечественной войны Советского Союза. Сборник. М., Воениздат, 1975. Дата обращения: 6 июня 2020. Архивировано 5 июня 2017 года.